# Rikke Hørlykke

Rikke Hørlykke Jørgensen, née le 2 mai 1976, est une handballeuse internationale danoise qui évoluait au poste de demi-centre. 
Avec l'équipe du Danemark, elle remporte le titre de championne olympique en 2004. 
Elle est également sacrée championne d'Europe en 2002 et vice-championne d'Europe en 2004.
Elle est la femme de Klavs Bruun Jørgensen, sélectionneur de l'équipe nationale danoise.

## Palmarès

### En équipe nationale
Jeux olympiques d'été
- médaille d'or aux Jeux olympiques de 2004 à Athènes

championnat d'Europe
- vainqueur du championnat d'Europe 2002
- finaliste du championnat d'Europe 2004

### En clubs
compétitions internationales
- vainqueur de la Ligue des champions en 2005 (avec Slagelse DT)

compétitions nationales
- championne du Danemark en 2005 (avec Slagelse DT)
- vainqueur de la coupe d'Allemagne en 1999 (avec TV Lützellinden)